# غول الجروة (الرضمة)

تعديل مصدري - تعديل

غول الجروة محلة تابعة لقرية الاجلب، التابعة لعزلة أزال بمديرية الرضمة إحدى مديريات محافظة إب في الجمهورية اليمنية.، بلغ تعداد سكانها 386 حسب تعداد اليمن لعام 2004.